# El inocente
El inocente és una sèrie espanyola de televisió original de Netflix, va ser estrenada el 30 d'abril de 2021 a 190 països del món. La sèrie narra la vida d'un exconvicte que tracta de refer la seva vida, no confia en gairebé ningú i tracta de descobrir la veritat que l'envolta.
La sèrie està basada en la novel·la del mateix nom de Harlan Coben, i adaptada per Oriol Paulo i Jordi Vallejo. Els protagonistes principals són: Mario Casas, Aura Garrido, Alexandra Jiménez, Juana Acosta i José Coronado. Consta d'una única temporada de vuit capítols, amb una durada aproximada de 50 minuts per episodi.

## Sinopsi
Mateo Vidal, un exconvicte tracta de reconduir la seva vida quan la seva dona, Olívia, rep una estranya trucada i desapareix posteriorment. Mateo tracta de descobrir què ha succeït. Els fets es relacionen amb el món de la prostitució i el xantatge.

## Trama
Una nit, fa nou anys, Mateo va intercedir innocentment en una baralla que va acabar amb un homicidi negligent. Actualment, és un exconvicte que es troba a prop de trobar l'estabilitat. La seva parella, Olivia, està embarassada. Estan a punt d'aconseguir la casa dels seus somnis. Una inexplicable trucada des del mòbil d'Olívia desconcerta a Mateo, que començarà una frenètica carrera per descobrir la veritat. D'altra banda, Lorena, una inspectora de policia, investiga l'assassinat una monja a l'orfenat on es va criar. Descobreix que la persona que havia mort no era qui deia ser. Sospita que en Mateu hi pot estar involucrat.

## Repartiment

### Papers principals
- Mario Casas com Mateo «Mat» Vidal Rivera
- Aura Garrit com Olivia Costa / Cándida Isabel Russo
- Alexandra Jiménez com a Inspectora Lorena Ortiz
- José Coronado com Teo Aguilar
- Martina Gusmán com Kimmy Dale / Martina Díaz
- Juana Acosta com Emma Durán Mazas / María Luján Calvo
- Gonzalo de Castro com Jaime Vera
- Ana Wagener com Sonia Miralles
- Miki Esparbé com Anníbal Ledesma
- Xavi Sáez com Ibai Sáez
- Anna Alarcón Visús com Zoe Flament
- Susi Sánchez com Irene Baltierre

### Papers secundaris
- Jordi Coll como Ismael Vidal Rivera
- Alejandro Albarracín como Hugo Navarro
- Ariadna Cabrol como Eva
- Santi Pons como Rodrigo Gallardo
- Mireia Vilapuig como Carla
- Martín Noriega como Max
- Cocó Salvador como Alex
- Eudald Font como Daniel Vera Miralles
- Joan Pedrola como Marcos Lizarraga
- Pedro Hernández como Roberto Aranda
- Alex Ricart como Gonzalo
- Alex Brull como Oscar
- Carla Ricart como Lidia
- Cristina Murillo como Ana
- Alzira Gómez como Celia Abellán
- Oriol Vila como Bruno Soto
- Javier Beltrán como Óscar Crespo
- Josean Bengoetxea como Comisario Oliete
- Lluïsa Mallol como Coronel Amanda Prieto
- Zoé Arnao como Claudia
- Montse Morillo como Carmen
- Nico Conde como Javi
- David Vert como José
- Ainhara Rodríguez como Lorena Ortiz (niña)
- Carla Moran como Olivia costa (niña)
- Miquel Sitjar como Toni Osias
- Xavi Lite como Matías Oddone
- Cristina Genebat como Bea
- Joana Belmonte como Sofía Aguilar
- Oriol Guinart como Carlos
- Louise Good como Laura
- Asia Ortega como Cassandra
- Frank Feys como Friedman
- Aina Planas como Paula
- Albert Pérez como Miguel Torralba

## Producció
L'abril de 2019, Netflix va anunciar l'adaptació de la novel·la de Harlan Coben L'innocent, el director de la qual seria Oriol Paulo i l'equip de producció estaria liderat per Belén Atienza. El 22 de novembre de 2019 va començar el rodatge de la sèrie. A més, aquest mateix mes es van anunciar els tres primers actors: Mario Casas, Aura Garrit i Alexandra Jiménez. L'octubre de 2020 es va donar a conèixer tot el repartiment principal de la sèrie, a part dels tres actors ja anunciats: Martina Gusmán, Juana Acosta, Gonzalo de Castro, Ana Wagener, Miki Esparbé, Xavi Sáez, Anna Alarcón i Susi Sánchez.

### Promoció i màrqueting
A principis d'abril de 2021, s'anuncia la data d'estrena de la sèrie, que era el divendres, 30 d'abril de 2021. Pocs dies abans de l'estrena, la sèrie va començar a publicitar-se en les principals cadenes espanyoles (Telecinco, Antena 3) a manera d'anunci publicitari. A més, els principals actors van assistir com a convidats a programes com El formiguer en Antena 3 o Late motiv en #0 per a promocionar la sèrie. El cartell i tràiler de la sèrie va ser publicitat a Times Square de Nova York.